# Campinas do Sul
Campinas do Sul es un municipio del estado de Río Grande del Sur, Brasil. Pertenece a la Mesorregión Noroeste Rio-Grandense y a la Microrregión de Erechim.
En febrero de 1939, en el municipio de Erechim, se inició el poblado de la actual ciudad de Campinas do Sul. Con predominación de población de origen italiano, el espíritu religioso del gaucho se manifestó nuevamente, porque siguiendo el hábito de los otros municipios, este escogió a la Virgen de los Navegantes como patrona del Municipio. 
De acuerdo con el progreso de la región, Campinas do Sul se emancipó de Erechim, por la Ley n.º 3705 del 31 de enero de 1959. 
Su nombre se originó de los campos existentes en la región, que el propio pueblo utilizaba como denominación. En 1964 uno de sus distritos se emancipó, surgiendo así el municipio de Jacutinga.